# Reinoud van Courtenay
Reinoud van Courtenay later verengelst naar Reginald I de Courtenay (circa 1100 - na 1161) was van 1147 tot 1152 de vijfde heer van Courtenay. Vervolgens vestigde hij zich in Engeland. Hij behoorde tot het huis Courtenay en stichtte de Engelse tak van dit geslacht. 

## Levensloop
Reinoud was de tweede zoon van heer Miles van Courtenay uit diens huwelijk met Ermengarde, dochter van graaf Reinoud II van Nevers. Na de dood van zijn vader rond 1138 werd zijn oudere broer Willem heer van Courtenay.
Samen met Willem begeleidde hij vanaf 1147 koning Lodewijk VII van Frankrijk bij de Tweede Kruistocht. Zijn broer stierf op weg naar Palestina, waarna Reinoud hem opvolgde als heer van Courtenay, Châteaurenard, Champignelles, Bléneau, Tanlay en Charny.
Na een conflict met Lodewijk VII werd Reinoud rond 1152 ontheven van zijn landerijen. Vervolgens werden die aan zijn dochter Elisabeth geschonken, die gehuwd was met Lodewijks broer Peter van Frankrijk. Reinoud vertrok nadien samen met zijn zoon en erfgenaam Reinoud II naar Engeland, waar hij de Engelse tak van zijn familie stichtte.
In 1161 werd Reinoud benoemd tot lord of the manor van Sutton.

## Huwelijken en nakomelingen
Zijn eerste echtgenote was Helena, dochter van burggraaf Boudewijn van Corbeil. Ze kregen een zoon Reinoud II (1125-1194), die koning Hendrik II van Engeland begeleidde op de Ierse expeditie naar Wexford. Hij huwde met Helena van Curcy, erfgename van de baronie van Okehampton in het graafschap Devon. Hierdoor kwam Reinoud II in het bezit van het kasteel van Okehampton, die eeuwenlang in de familie bleef. Hij was een voorouder van Hugh de Courtenay, vanaf 1335 de eerste graaf van Devon. Deze titel wordt nog steeds gevoerd, door de directe mannelijke afstammelingen van het huis Courtenay.
Zijn tweede echtgenote was Maud du Sap, dochter van Robert FitzEdith, heer van Okehampton en een buitenechtelijke zoon van koning Hendrik I van Engeland. Hun dochter Elisabeth (1127-1205) huwde rond 1150 met Peter van Frankrijk.